# Josef Strzygowski

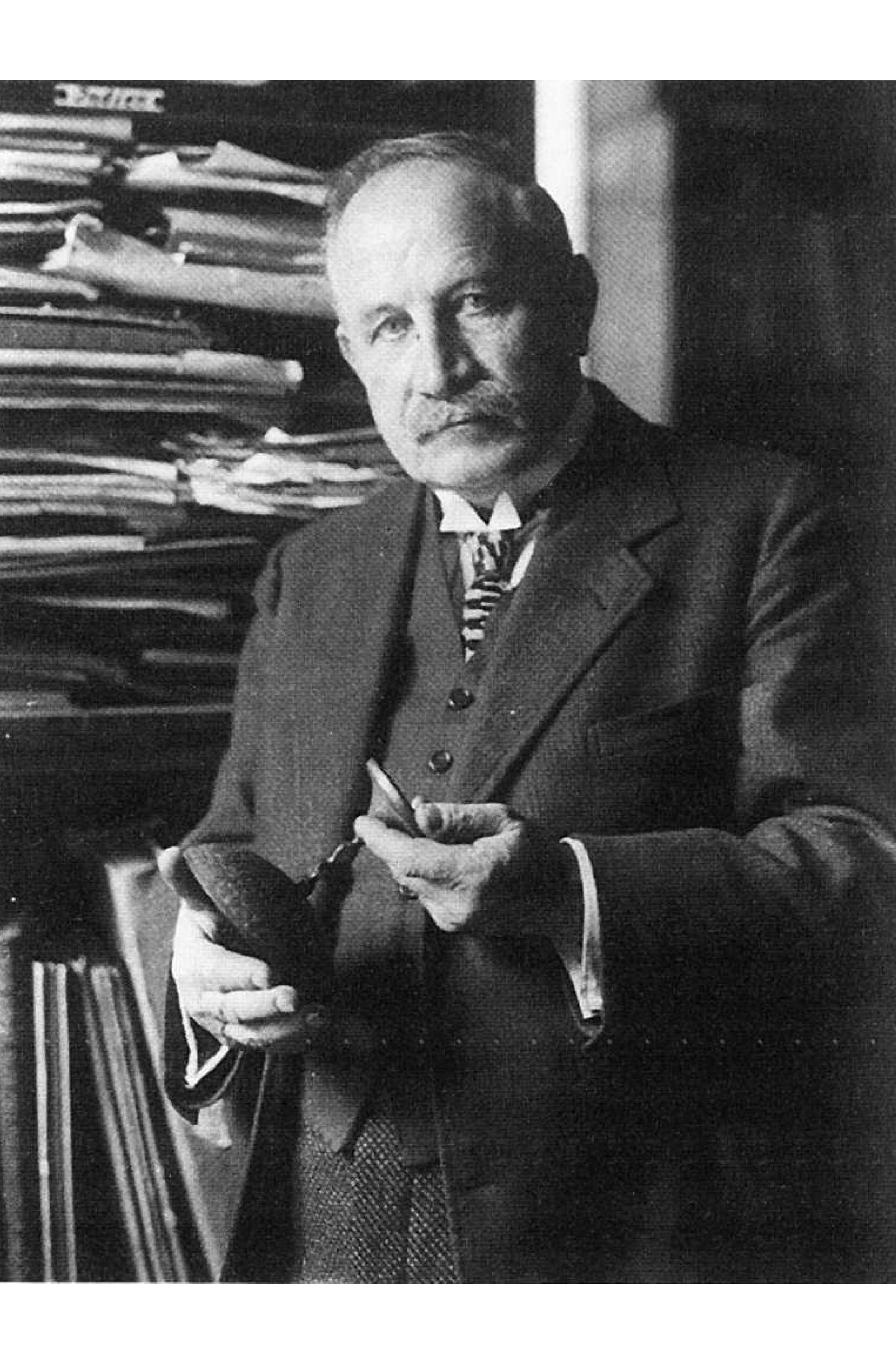
Josef Strzygowski.

Josef Strzygowski (ur. 7 marca 1862 w Białej, zm. 2 stycznia 1941 w Wiedniu) – austriacki uczony, historyk sztuki.

## Życiorys
Strzygowski urodził się w Białej (dziś Bielsko-Biała) na pograniczu Galicji i Śląska Austriackiego. Pochodził z fabrykanckiej rodziny związanej z okręgiem bielsko-bialskim od II połowy XVIII wieku, choć ród Strzygowskich wywodził się pierwotnie z małopolskiego Pilzna. Początkowo zamierzał pójść w ślady swojego ojca poprzez rozpoczęcie nauki tkactwa w 1880. Porzucił jednak tkactwo po dwóch latach, by zapisać się na Uniwersytet Wiedeński. Szybko przeniósł się na Uniwersytet Monachijski, gdzie rozpoczął naukę historii sztuki i ukończył ją dysertacją nt. ikonografii chrztu Chrystusa opublikowaną w 1885 pod tytułem: Ikonographie der Taufe Christi.
Przez następne trzy lata pracował naukowo w Rzymie. Ukończył tam w roku 1887 pracę Cimabue und Rom (Cimabue i Rzym), która kładła nacisk na bizantyjskie źródła prac włoskiego malarza. Po swoim pobycie w Rzymie podróżował do, między innymi, Salonik, Athos, Petersburga i Moskwy co wpłynęło na lepsze poznanie przez niego sztuki bizantyjskiej i rosyjskiej. W roku 1892 założył katedrę historii sztuki na Uniwersytecie w Grazu. W 1894 i 1895 pracował w Kairze nad wczesną sztuką bizantyjską, koptyjską i islamską Egiptu. Opracował i wydał katalog sztuki koptyjskiej w Muzeum w Kairze. Po powrocie rozpoczął okres intensywnej działalności naukowej, publikując liczne studia i artykuły o sztuce orientalnej, bizantyjskiej i islamskiej – tematyce, która była najmocniejszą stroną jego profilu badań.
Kulminacyjnym punktem tejże aktywności było opublikowanie przez Strzygowskiego jego pierwszej krytycznej pracy Orient oder Rom: Beiträge zur Geschichte der spätantiken und früchristlichen Kunst (Orient czy Rzym: wkład do historii sztuki późnego antyku i wczesnego chrześcijaństwa). Opracowując tak zróżnicowany materiał jak rzeźba i sztuka palmyreńska, sarkofagi anatolijskie i koptyjskie tekstylia, sugerował, przy pomocy argumentów rasowych, a często i rasistowskich, że zmiana stylu w późnym antyku była spowodowana dominującymi wpływami orientalnymi i semickimi. Jedna ze współczesnych opinii na temat argumentów oraz ich retorycznego tonu, mówi: Strzygowski przedstawił Helladę jako piękną pannę, która sprzedała się staremu semicie, by stanowić klejnot w jego haremie.
Orient oder Rom? stanowił atak na wiedeńskiego historyka sztuki Franza Wickhoffa, którego dzieło Die Wiener Genesis z 1895 sugerowało rzymski początek stylu późnoantycznego. Teza ta była rozwijana przez Aloisa Riegla w jego pracy Spätrömische Kunstindustrie, wydanej, tak jak i Orient... w 1901. Polemiki kontynuowane przez kolejne dekady nie doczekały się wprawdzie jasnego rozwiązania, podniosły jednak znacząco wagę późnego antyku jako pola badań akademickich.
W 1909, po śmierci Wickhoffa Strzygowski został powołany na Uniwersytet Wiedeński, w uznaniu dla jego badań i w wyniku zawiłej akademickiej polityki oraz prawdopodobnie poparcia arcyksięcia Franciszka Ferdynanda. Propozycja pociągnęła za sobą trwały rozłam między wiedeńskimi historykami sztuki, którzy przeciwstawili się Strzygowskiemu, szczególnie z Maxem Dvořákiem i Juliusem von Schlosserem. Sprawa zaostrzyła się dodatkowo, kiedy założył własny instytut badawczy wewnątrz uniwersytetu (Wiener Institut, Instytut Wiedeński, lub Erstes kunsthistorisches Institut, Pierwszy Instytut Historii Sztuki).
W Wiedniu kontynuował publikowanie opracowań na najróżniejsze tematy, skupiając się na sztuce bizantyjskiej i azjatyckiej, podejmując jednocześnie kwestie ormiańskie, nordyckie, słowiańskie oraz inne. Radykalny pangermanizm Strzygowskiego ujawnił się w Die bildende Kunst der Gegenwart (1907) (Sztuka plastyczna współczesności), w której to pracy pochwalał malarstwo Arnolda Böcklina i apelował o powstanie nowego typu niemieckiego artysty-bohatera, by odrzucić spuściznę klasycznego antyku oraz renesansu. Według Strzygowskiego (Die altslavische Kunst, Augsburg 1929), polskie drewniane budownictwo jest pochodzenia euroazjatyckiego (lub północnego z obszarów germańskich), co do dziś jest dyskutowane (badania A. Kokowskiego).
W roku 1920 otrzymał nowo powstałą profesurę historii sztuki w szwedzkojęzycznej uczelni Åbo Akademi w Turku. Posiadał ją do wiosny roku 1925. W tym okresie opublikował jedno ze swoich najbardziej znanych dzieł, Die Krisis der Geisteswissenschaften, oraz pracę Das Erwachen der Nordforschung in der Kunstgeschichte traktującą między innymi o drewnianych kościołach Finlandii.
W 1925 poślubił swoją o trzydzieści lat młodszą kuzynkę, malarkę i rysowniczkę Herthę Strzygowski, która w kolejnych latach towarzyszyła mu w licznych podróżach nad Bałtyk, do Finlandii, Włoch i Jugosławii.
W 1933 przeszedł na emeryturę, opuszczając Uniwersytet Wiedeński. W 1934 założył Gesellschaft für vergleichende Kunstforschung (Towarzystwo Badań Porównawczych nad Sztuką) jako platformę badawczą dla swojej wizji rozwoju sztuki. Zmarł w roku 1941.

## Wybrane publikacje
- Die bildende Kunst der Gegenwart, Leipzig: Quelle & Meyer 1907.
- (współautorzy: Henri Focillon, Gilbert Murray), Civilisations: Orient-Occident, génie du Nord-Latinité, Paris: Institut International de Coopérations Intellectuelle 1935.